# Roßberg (Haardt)
Der Roßberg bei Ramberg im rheinland-pfälzischen Landkreis Südliche Weinstraße ist mit 637 m ü. NHN der dritthöchste Berg im Pfälzerwald.

## Geographie

### Lage
Der Roßberg erhebt sich im Biosphärenreservat Pfälzerwald-Vosges du Nord und im Naturpark Pfälzerwald. Sein Gipfel erhebt sich 1,5 km östlich der Gemeinde Ramberg auf der Gemarkung der 3,7 km (jeweils Luftlinie) südöstlich gelegenen Gemeinde Burrweiler.
Bis auf die Ostflanke des bewaldeten Roßbergs reichen Teile des Vogelschutzgebiets Haardtrand (VSG-Nr. 6514-401; 147,28 km²).

### Naturräumliche Zuordnung
Der Roßberg gehört zum Naturraum Pfälzerwald, der in der Systematik des von Emil Meynen und Josef Schmithüsen herausgegebenen Handbuches der naturräumlichen Gliederung Deutschlands und seinen Nachfolgepublikationen als Großregion 3. Ordnung klassifiziert wird. Betrachtet man die Binnengliederung des Naturraums, so gehört der Roßberg zum Mittleren Pfälzerwald und hier zum Gebirgszug der Haardt, welche den Pfälzerwald zur oberrheinischen Tiefebene hin abgrenzt.
Zusammenfassend folgt die naturräumliche Zuordnung des Roßbergs damit folgender Systematik:
1. Großregion 1. Ordnung: Schichtstufenland beiderseits des Oberrheingrabens
2. Großregion 2. Ordnung: Pfälzisch-saarländisches Schichtstufenland
3. Großregion 3. Ordnung: Pfälzerwald
4. Region 4. Ordnung (Haupteinheit): Mittlerer Pfälzerwald
5. Region 5. Ordnung: Haardt

### Fließgewässer
Auf der Nordflanke des Roßbergs liegt die Quelle Kaltes Wasser, und auf der Ostseite entspringt der Ziegelbach; beide speisen den nördlich des Berges fließenden Modenbach. Im Südwesten entspringt der Ohlsbach, ein Kleinzufluss des westlich vom Berg durch Ramberg verlaufenden Dernbachs. Auf dem Südosthang befindet sich die Quelle des Hainbachs, ein Zufluss des Woogbachs.

## Verkehr und Wandern
Westlich und nördlich vorbei am Roßberg führt erst im Dernbach- und dann im Modenbachtal die Landesstraße 506, die Ramberg im Westen und Weyher in der Pfalz im Osten miteinander verbindet. Am Bergnordfuß liegt unterhalb der bergnahen Burg Meistersel (Ruine Modeneck; 491,5 m) im Modenbachtal der Modenbacherhof (ca. 307 m); dort zweigt von der L 506 die das Forsthaus Heldenstein und den nördlichen Bergnachbarn Kesselberg (661,8 m) passierende und nach Edenkoben führende Kreisstraße 6 ab. Etwas bachabwärts zweigt von der L 506 die nach Burrweiler verlaufende K 58 ab. Auf der Gipfelregion befindet sich eine kleine Lichtung, die von Süden kommend über einen Forstweg erreicht werden kann; dort steht ein Hochsitz.